# 1929年のメジャーリーグベースボール
以下は、メジャーリーグベースボール（MLB）における1929年のできごとを記す。
1929年4月16日に開幕し10月14日に全日程を終え、ナショナルリーグはシカゴ・カブスが11年ぶり12度目のリーグ優勝、アメリカンリーグはフィラデルフィア・アスレチックスが15年ぶり7度目のリーグ優勝を飾り、以後1931年まで3連覇した。
ワールドシリーズはフィラデルフィア・アスレチックスが4勝1敗でシカゴ・カブスを破り4度目のシリーズ制覇となった。
1928年のメジャーリーグベースボール - 1929年のメジャーリーグベースボール - 1930年のメジャーリーグベースボール

## できごと
アメリカンリーグは、前年までに3連覇したヤンキースが2位に落ち、フィラデルフィア・アスレチックスが優勝した。投手で両輪とされたレフティ・グローブが20勝、ジョージ・アーンショーが24勝(年間最多勝)を上げ、ミッキー・カクレーン、ジミー・フォックス、アル・シモンズ、ビル・ミラー、ミュール・ハ-スの5人が3割を打ち、これにジミー・ダイクスやこの年が最後のシーズンとなったジョージ・バーンズらが猛打を振るい、チーム打率.296はヤンキースの.295を僅かに上回った。2位に終わったヤンキースはベーブ・ルースが46本で本塁打王に輝いた以外は、ゲーリッグが不調で打率.300そこそこに終わり無冠に終わった。しかも最悪の事態がシーズン終了直前に起こった。
ナショナルリーグは、1926年に監督に就任したジョー・マッカーシー(後にヤンキース監督に就任する)のもとで、この年に獲得したロジャース・ホーンスビーが打率.380、外野手のステファンソン(打率.362)、カイカイ・カイラー(打率.360・盗塁43でこの年盗塁王)、ハック・ウィルソン(打率.345・本塁打39本、彼は翌年56本を打った)で外野手3人が猛打を振るい、投手陣でマローン22勝、ルート19勝、ブッシュ18勝を上げて、シカゴ・カブスが久々のリーグ優勝を果たした。
そしてワールドシリーズ第1戦で、アスレチックスのコニー・マック監督が先発にグローブやアーンショーではなく、シーズン13勝止まりで途中から戦列を離れていたハワード・エームケ（アームキー）を登板させ、この誰も予想していなかったエームケが好投して一気にカブスを圧倒した。
- ビル・ディッキー 
  - そのヤンキースに前年入団したビル・ディッキーが2年目のこの年に打率.324を打ち、捕手のポジションを確保した。この新しいキャッチャーはその後打率3割を13回記録し、第2期黄金時代となる1936～1939年のワールドシリーズ4連覇の時期には4年連続20本塁打・100打点以上の強打ぶりを発揮して、同時代に活躍したアスレチックスのミッキー・カクレーンと並ぶ名捕手とされ、カクレーンの師だったコニー・マック監督は後にディッキーを歴代最高の捕手に選んでいる。
- レフティ・オドール
  - ナショナルリーグの首位打者はフィラデルフィア・フィリーズのレフティ・オドールで打率.398。もう少しで4割打者になるところであったし、安打数254本はナショナルリーグ最多安打記録であり、現在においてもイチロー、ジョージ・シスラーに次いで史上3位の記録である。オドールが活躍した期間はこの1929年から2度目の首位打者を獲得した1932年までで短いものであった。しかし後に日本の野球界にとっては大きな存在となり、日本のプロ野球の歴史に残った。

### ミラー・ハギンス
1920年代に6回リーグ優勝し、3回のシリーズ制覇を成し遂げたミラー・ハギンス監督は、この年も指揮を取ったが、目の下のできものから丹毒とされて、9月19日に監督の交代があり、その6日後9月25日に急死した。
1904年にシンシナティ・レッズに上がり1910年からカージナルスに移り、1913年から1916年まで選手兼任監督で1917年にカージナルス監督になったが翌1918年にニューヨーク・ヤンキースに招かれた。これは次の監督を探していたオーナーのルパートがアメリカンリーグ会長のバン・ジョンソンに相談し、会長の薦めで抜擢したものだった。ジョンソンはその時にカージナルス監督としての実績とホーンスビーを育てた彼の手腕を高く評価していた。ジャイアンツ監督のマグローのカリスマ性は無くてもシンシナティ大学法学部を卒業したその知性を武器に抜け目のない采配と選手起用の巧みさで、ヤンキース監督に就任して2年目に3位に躍進してから「ヤンキース王朝」とも「ヤンキース帝国」とも呼ばれた輝かしい歴史が始まった。1925年にベーブ・ルースが規則を破って3日間宿舎に戻らなかった時に、ルースに罰金5000ドルと無期限出場停止を監督自ら申し渡したりして厳格な姿勢で選手たちを統率する一方でグラウンドでは黒子役に徹し、「小さな大監督」と呼ばれてベーブ・ルースや他の選手をうまく使いこなした、その監督としての手腕は高く評価されて、後に1964年に殿堂入りを果たし、そして球界屈指の名門球団の礎を築いた功績を讃えて、ヤンキースタジアムの外野スタンドにあるモニュメントパークの中心にミラー・ハギンスの記念碑が今も飾られている。

### コニー・マック監督の大バクチ
ハワード・エームケ（資料によってはハワード・アームキーと表記する資料がある）投手は、タイガースとレッドソックスを経て1926年にアスレチックスに来たが、この年から急速に下降線を辿っていた。そこでコニー・マック監督は後半戦で彼をメンバーから外す決意をして彼に伝えると、エームケは「私の夢はワールドシリーズで投げることです。多分今年が最後です。1回でもいいからワールドシリーズで投げさせて下さい。」と懇願するのであった。そこでマックは「それならばシカゴ・カブスを追跡調査してくれ。カブスの攻守全てを調査して長所短所の全てを探ってくれ。シリーズの相手はカブスだ。」と言うとエームケは大きく頷き、それからはベンチで彼の姿を見なくなった。エームケはカブスの試合を追いかけてカブスの投手や打者のクセ、監督の作戦の傾向などを克明にメモしつづけた。
そして迎えた10月8日ワールドシリーズの第1戦で、マックはエームケを先発させた時に、敵も味方も、スタンドにいたファンも記者も驚きを禁じ得なかった。「何でシーズン最多勝のアーンショーも、最優秀防御率・最多奪三振のグローブではなく、こんなポンコツの投手を大事な第1戦に使うのか」と皆が囁き合った。しかしエームケは綿密に調べてメモしたデータをこの日の投球に駆使し、ホーンスビー、ウイルソン、ステファンソン、カイラーの3割打者が4人いる強豪打線をかわし、息詰まる展開の試合は7回にアスレチックスがジミー・フォックスの本塁打でまず1点を取り、9回表にビル・ミラーの適時打で2点を追加して3-0として、最終回の裏に1点を返されてなおも一死一・二塁のピンチを二者連続三振に切り抜け、奪三振13の新記録をも達成し初めてのワールドシリーズのマウンドで勝利投手となった。このコニー・マックの一世一代の大バクチはワールドシリーズに長く記憶されている。ハワード・エームケはこの翌年に引退した。マックに懇願した時に「私のこの腕にはもう1試合分の余力が残っている」と彼は言ったが、まさに生涯最後の力投だった。そしてアスレチックスはこの1勝で波に乗り、4勝1敗でカブスを下した。

### 背番号の使用
1929年から、ニューヨーク・ヤンキースとクリーブランド・インディアンスが選手のユニフォームの背中に背番号を付けた。1876年のナショナルリーグの創設以来、各チームのユニフォームの背中には番号は無かった。ただ袖のところに番号をつける袖番号は1916年にインディアンスが短期間導入したことがあったが、その後はなく、1924年にセントルイス・カージナルスが1年間通して袖番号をつけて、打順に沿った番号としたため、ロジャース・ホーンスビーは4番であった。
そしてこの年に新しく背番号を付けるチームが2つ現れて、ヤンキースは同じように打順に沿った数字を当てはめて、ベーブ・ルースは3番、ルー・ゲーリッグは4番になった。そして開幕戦から使用することになり、1929年4月16日にヤンキースとインディアンスはシーズン開幕を迎えたが、あいにくヤンキースは雨で開幕試合が中止となり、インディアンスが最初に背番号を付けた試合を行い、ヤンキースはその2日後の4月18日が最初の試合となった。ヤンキースはホームもロードも背番号を付けたがインディアンスはホームのみの背番号着用であったため、後に背番号は1929年にヤンキースが初めて使用したとする資料が多い。

## 最終成績

### レギュラーシーズン
| 順 | チーム                           | 勝利 | 敗戦 | 勝率 | G差  |
| -- | -------------------------------- | ---- | ---- | ---- | ---- |
| 1  | フィラデルフィア・アスレチックス | 104  | 46   | .693 | --   |
| 2  | ニューヨーク・ヤンキース         | 88   | 66   | .571 | 18.0 |
| 3  | クリーブランド・インディアンス   | 81   | 71   | .533 | 24.0 |
| 4  | セントルイス・ブラウンズ         | 79   | 73   | .520 | 26.0 |
| 5  | ワシントン・セネタース           | 71   | 81   | .467 | 34.0 |
| 6  | デトロイト・タイガース           | 70   | 84   | .455 | 36.0 |
| 7  | シカゴ・ホワイトソックス         | 59   | 93   | .388 | 46.0 |
| 8  | ボストン・レッドソックス         | 58   | 96   | .377 | 48.0 |

| 順 | チーム                       | 勝利 | 敗戦 | 勝率 | G差  |
| -- | ---------------------------- | ---- | ---- | ---- | ---- |
| 1  | シカゴ・カブス               | 98   | 54   | .645 | --   |
| 2  | ピッツバーグ・パイレーツ     | 88   | 65   | .575 | 10.5 |
| 3  | ニューヨーク・ジャイアンツ   | 84   | 67   | .556 | 13.5 |
| 4  | セントルイス・カージナルス   | 78   | 74   | .513 | 20.0 |
| 5  | フィラデルフィア・フィリーズ | 71   | 82   | .464 | 27.5 |
| 6  | ブルックリン・ロビンス       | 70   | 83   | .458 | 28.5 |
| 7  | シンシナティ・レッズ         | 66   | 88   | .429 | 33.0 |
| 8  | ボストン・ブレーブス         | 56   | 98   | .364 | 43.0 |

### ワールドシリーズ
- カブス 2 - 4 アスレチックス

| 10/ 8 – | アスレチックス | 3 | - | 1  |  | カブス         |
| 10/ 9 – | アスレチックス | 9 | - | 3  |  | カブス         |
| 10/11 – | カブス         | 3 | - | 1  |  | アスレチックス |
| 10/12 – | カブス         | 8 | - | 10 |  | アスレチックス |
| 10/14 – | カブス         | 2 | - | 3  |  | アスレチックス |

## 個人タイトル

### アメリカンリーグ
| 項目   | 選手                             | 記録 |
| ------ | -------------------------------- | ---- |
| 打率   | ルー・フォンセカ (CLE)           | .369 |
| 本塁打 | ベーブ・ルース (NYY)             | 46   |
| 打点   | アル・シモンズ (PHA)             | 157  |
| 得点   | チャーリー・ゲーリンジャー (DET) | 131  |
| 安打   | デール・アレクサンダー (DET)     | 215  |
| 安打   | チャーリー・ゲーリンジャー (DET) | 215  |
| 盗塁   | チャーリー・ゲーリンジャー (DET) | 27   |

| 項目   | 選手                         | 記録 |
| ------ | ---------------------------- | ---- |
| 勝利   | ジョージ・アーンショー (PHA) | 24   |
| 敗戦   | レッド・ラフィング (BOS)     | 22   |
| 防御率 | レフティ・グローブ (PHA)     | 2.81 |
| 奪三振 | レフティ・グローブ (PHA)     | 170  |
| 投球回 | ドリー・グレイ (SLA)         | 305  |
| セーブ | フィルッポ・マーベリー (WS1) | 11   |

### ナショナルリーグ
| 項目   | 選手                           | 記録 |
| ------ | ------------------------------ | ---- |
| 打率   | レフティ・オドール (PHI)       | .398 |
| 本塁打 | チャック・クライン (PHI)       | 43   |
| 打点   | ハック・ウィルソン (CHC)       | 159  |
| 得点   | ロジャース・ホーンスビー (CHC) | 156  |
| 安打   | レフティ・オドール (PHI)       | 254  |
| 盗塁   | カイカイ・カイラー (CHC)       | 43   |

| 項目   | 選手                     | 記録 |
| ------ | ------------------------ | ---- |
| 勝利   | パット・マローン (CHC)   | 22   |
| 敗戦   | ワッティ・クラーク (BRO) | 19   |
| 防御率 | ビル・ウォーカー (NYG)   | 3.09 |
| 奪三振 | パット・マローン (CHC)   | 166  |
| 投球回 | ワッティ・クラーク (BRO) | 279  |
| セーブ | ガイ・ブッシュ (CHC)     | 8    |
| セーブ | ジョニー・モリソン (BRO) | 8    |

## 表彰
シーズンMVP
- ナショナルリーグ ： ロジャース・ホーンスビー (CHC)
- アメリカンリーグ ： 該当者なし